# Arroyo Feliciano
El arroyo Feliciano es un curso de agua de Argentina en la Provincia de Entre Ríos, en la Mesopotamia. Nace en la Lomada del Mocoretá, en el noreste de la provincia, al este de San José de Feliciano, y fluye del oeste al sudoeste atravesando la provincia hasta desembocar en un brazo del río Paraná denominado riacho Alcaraz, cerca de Puerto Algarrobo. 

La cuenca del arroyo Feliciano, tributaria del Río Paraná, se encuentra ubicada en la porción nor-noroeste de la provincia de Entre Ríos y ocupa una superficie de aproximadamente 8500 km². Su forma es elongada en sentido noreste-sudoeste, su curso principal se desarrolla en un valle recto de 150 km de longitud, al que confluyen 11 tributarios principales por su margen izquierda y solo uno, el arroyo Estacas, lo hace por la derecha luego de escurrir paralelamente al arroyo Feliciano por más de 40 km. Esta marcada asimetría de la red de avenamiento y los lineamientos observados, sugieren la presencia de controles estructurales profundos.

En su curso de 198 km recibe el agua de numerosos arroyos: Víboras, Atencio, Quebrachos, Puerto, Estacas Este, Banderas, de las Achiras, del Yeso, Estacas, Chimango, Don Gonzalo, Las Palmitas, Grande, Alcaraz, los cuales, con la excepción de Estacas, nacen en las faldas de la cuchilla de Montiel. 
Nace en el Departamento San José de Feliciano, luego sirve de límite entre este y el Departamento La Paz por un corto trecho. Entre los arroyos puerto y de las Achiras porta el límite entre los departamentos La Paz y Departamento Federal, para luego penetrar en el primera hasta su desembocadura.
Lo atraviesa la Ruta Nacional 12 en Paso el Quebracho, y las rutas provinciales 6, 5, 28, 2, etc.
El decreto 4671/69 MEOySP de 1969 estableció restricciones pesqueras para el arroyo Feliciano, en donde se permitió la pesca mediante el uso de líneas de mano, cañas y espineles con no más de 20 anzuelos. La resolución N.º 4829 SPG del 13 de octubre de 2005 resolvió declarar zona de reserva para la pesca deportiva a todos los ambientes acuáticos del Departamento La Paz, incluyendo al arroyo Feliciano.